# Amata creusa
Amata creusa là một loài bướm đêm thuộc phân họ Arctiinae, họ Erebidae.